# Брунеллополи
Брунеллополи (итал. Brunellopoli) — название, данное итальянской прессой скандалу, связанному с производителями вина Брунелло ди Монтальчино, подозреваемыми в винном мошенничестве. Впервые об этом сообщили итальянский винный журналист Франко Зилиани и американский винный критик Джеймс Саклинг из журнала Wine Spectator. Название «Брунеллополи» отсылает к Танжентополи, или Городу взяток (итальянскому политическому скандалу 1990-х годов), в то время как некоторые англоязычные репортёры используют название «Брунеллогейт», что отсылает к Уотергейтскому скандалу.

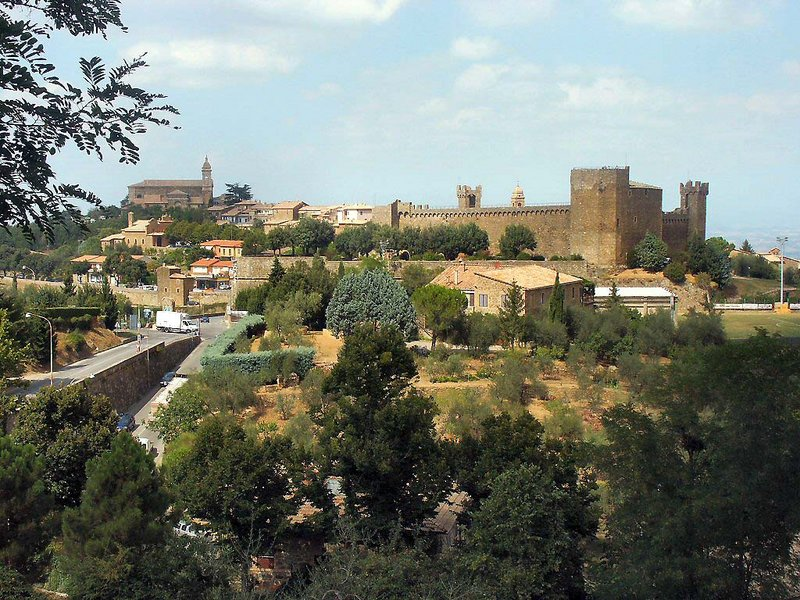
Деревня Монтальчино

## История

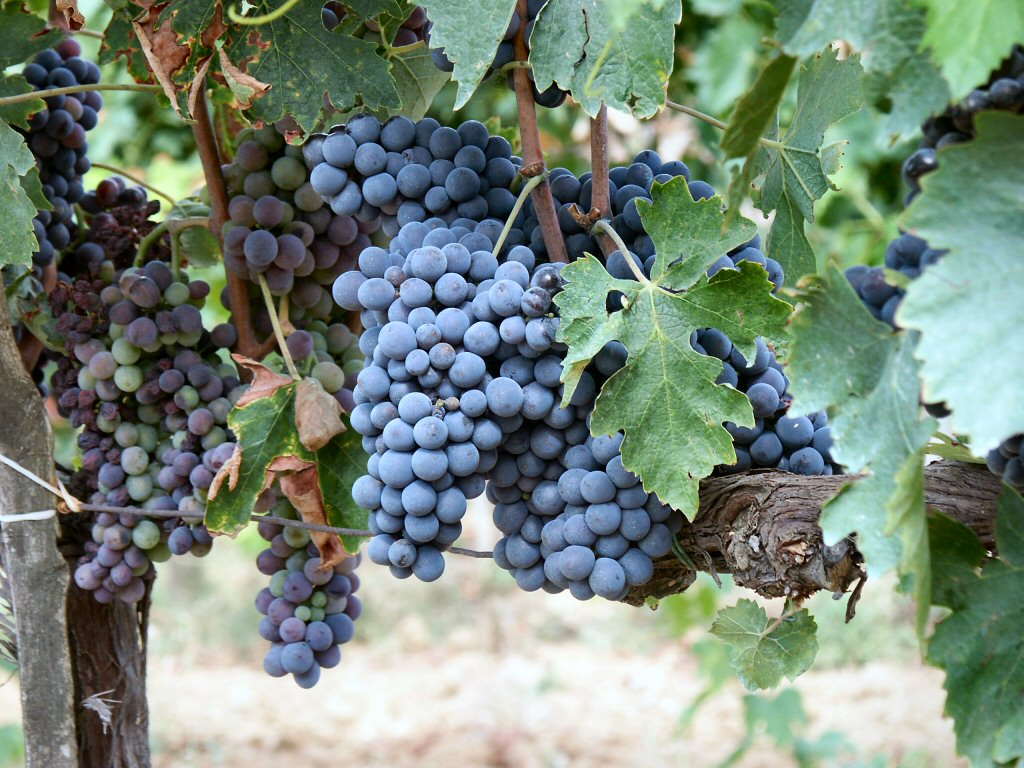
Виноград Санджовезе

В марте 2008 года журналисты Франко Зилиани и Джеймс Саклинг сообщили о расследовании, связанном с производителями вина Брунелло ди Монтальчино, подозреваемыми в добавлении других сортов винограда в вино, которое по закону должно быть изготовлено только из сорта санджовезе. Это было сделано для увеличения производства и прибыли.
В апреле 2008 года журнал L’Espresso сообщил, что в мошенничестве подозреваются 20 компаний, и миллионы литров Брунелло были разбавлены другими сортами винограда. Виноградники были изолированы, а сотни тысяч бутылок конфискованы. Известные производители, такие как Argiano и Castello Banfi, признали, что находятся под следствием. Хотя угрозы здоровью потребителей не было, репутация Брунелло пострадала.
Прокурор Нино Калабрезе заявил, что обвинения в мошенничестве могут привести к тюремному заключению до шести лет. Виноделы, нарушившие правила, могут быть исключены из Консорциума вина Брунелло. Некоторые производители, такие как Argiano, решили деклассифицировать конфискованные бутылки, чтобы вывести их на рынок под другим названием.
В мае 2008 года правительство США объявило о блокировке импорта Брунелло без лабораторного подтверждения его чистоты.

## Последствия
В октябре 2008 года Консорциум вина Брунелло ди Монтальчино подал в суд на газеты «L’espresso» и «La Repubblica» за клевету в их статьях от 4 апреля, утверждая, что статьи намекали на то, что Брунелло представляет опасность для здоровья потребителей. Позже в том же месяце производители Брунелло проголосовали за сохранение правил, согласно которым Брунелло ди Монтальчино должно быть на 100 % изготовлено из санджовезе, при этом только 4 % производителей проголосовали за изменение производственного кодекса.

## Реакция
Скандал не стал неожиданностью для некоторых экспертов, так как винный критик Керин О’Киф (англ.) давно выражала сомнения по поводу Брунелло, которое были подозрительно тёмным и не имело типичных ароматов чистых вин из санджовезе. Она отмечала, что многие Брунелло 1997 года были слишком насыщенными, а слухи о незаконных сортах винограда ходили годами.
Некоторые утверждали, что добавление других сортов винограда могло быть направлено на расширение рыночной привлекательности Брунелло, которое иногда считается «трудным для питья» , хотя в целом высоко оценивается.
Эксперты, такие как Зилиани и Эрик Азимов, выразили скепсис по поводу удивления членов индустрии, утверждая, что слухи о незаконных сортах винограда ходили давно.